# Союз кінокритиків Бельгії
Союз кінокритиків Бельгії (нід. Unie van de filmkritiek, UFK) — некомерційна організація кінокритиків, що базується в Брюсселі, Бельгія.

## Історія
Союз був заснований у 1950 році в Брюсселі, Бельгія. До його складу входять кінооглядачі та рецензенти, які пишуть про кіно в щоденних, щотижневих газетах і часописах Бельгії.
Наприкінці кожного року в грудні члени союзу визначають переможців щорічної нагороди для фільмів, що вийшли у попередньому календарному році. Для визначення переможця членами союзу надсилаються спеціальні бюлетені зацікавленим знавцям кіно, академікам, студентам та журналістам, після чого за допомогою зведеної таблиці визначається переможець.
З 1954 року Союз кінокритиків Бельгії вручає щорічний Гран-прі фільмові, «який став найбільшим внеском та збагатив кінематограф». З 1976 року організація також присуджує Премію Андре Каванса найкращому бельгійському фільмові року. Нагорода отримала назву на честь бельгійського режисера Андре Каванса.